# Novembre 1776

## Événements
- 12 novembre : après quelques essais ministériels, la succession de Turgot passe au banquier genevois Jacques Necker, nommé directeur général du Trésor royal. Étant protestant, il ne peut être membre du Conseil du Roi et n'est donc pas nommé contrôleur général des finances. Pour faire face aux difficultés budgétaires issues de la guerre d’Amérique, il recourt à l’emprunt mais devra revenir à la politique d’économies menée par Turgot.

- 14 novembre : en Espagne, Pablo de Olavide est accusé par l’Inquisition d’avoir tenu des propos scandaleux contre la foi et la morale et possédé des livres interdit. Il est condamné le 24 novembre 1778 à huit années de réclusion dans un couvent et à la confiscation de tous ses biens[1].

- 16 novembre : les Britanniques prennent le fort de Washington (Washington Heights), ce qui leur assure le contrôle de New York[2].

## Naissances
- 14 novembre : Henri Dutrochet (mort en 1847), médecin, botaniste et physiologiste français.
- 15 novembre : Nicolas Champy (mort en 1801), chimiste français.

## Décès
- 17 novembre : James Ferguson (né en 1710), astronome écossais.